# Ashraf Rabie
Ashraf Hasan Mohamed Rabie (in arabo أشرف ربيع‎?; Assuan, 16 gennaio 1983) è un ex cestista egiziano.

## Carriera
Con l'Egitto ha disputato i Campionati africani del 2007 e i Campionati mondiali del 2014.